# 埃萨鲁瓦
埃萨鲁瓦（法語：Essarois，法語發音：[esaʁwa]）是法国科多尔省的一个市镇，属于蒙巴尔区。

## 地理
埃萨鲁瓦（47°45'13"N, 4°47'4"E）面积18.25 平方千米，位于法国勃艮第-弗朗什-孔泰大區科多尔省，该省份为法国中东部省份，北起奥布省，西接涅夫勒省和约讷省，南至索恩-卢瓦尔省，东南接汝拉省，东临上索恩省，东北部与上马恩省接壤。
与埃萨鲁瓦接壤的市镇（或旧市镇、城区）包括：武莱讷莱唐普利耶、乌尔斯河畔勒塞、布雷翁河畔罗什福尔、维利耶勒迪克、博略、勒格莱、蒙穆瓦延。

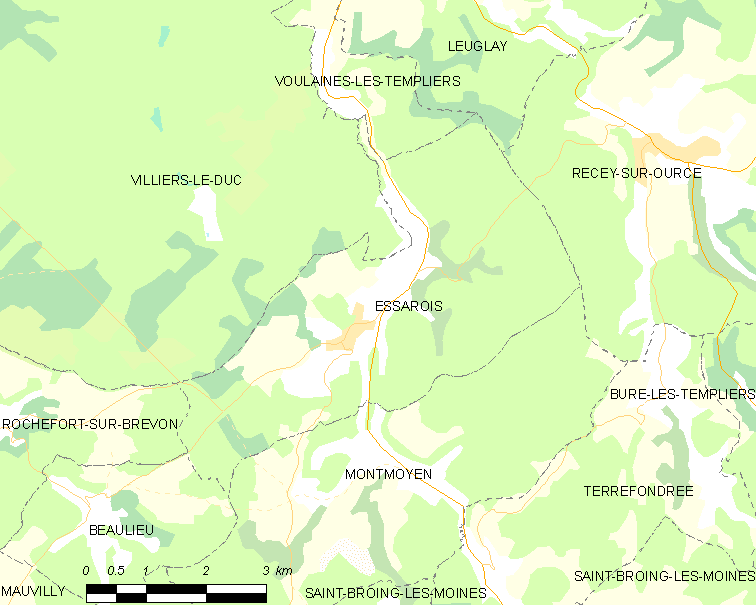
埃萨鲁瓦的OSM定位图

埃萨鲁瓦的时区为UTC+01:00、UTC+02:00（夏令时）。

## 行政
埃萨鲁瓦的邮政编码为21290，INSEE市镇编码为21250。

## 政治
埃萨鲁瓦所属的省级选区为塞纳河畔沙蒂永县。

## 人口

1962-2008年间埃萨鲁瓦人口变化图示

埃萨鲁瓦于2022年1月1日时的人口数量为84人。